# Восстание Асеня и Петра
Восстание Асеня и Петра (болг. Въстание на Асен и Петър) — освободительное движение болгар в нынешней северной Болгарии в период византийского владычества над болгарскими землями. Восстание вспыхнуло в Тырново 26 октября 1186 года (праздник св. Димитара Солунского), вызванное повышением налогов, и закончилось созданием Второго Болгарского царства, в котором правила династия Асеней. Мир был заключен в 1187 году.

## Причины и повод
Причинами, из-за которых произошёл конфликт, являются неблагоприятные для Византии события конца 1185 года, когда в результате дворцового переворота произошли серьёзные волнения в государстве и оно стало терпеть поражения в боях с внешними захватчиками. Норманнам, вторгшимся в его пределы, удалось захватить города Дракс и Салоники, дойдя до Адрианополя.
Именно в этот момент византийский император решился на крайне спорную меру — обложить болгарское население чрезвычайно высокими налогами, чтобы пополнить казну в связи с предстоящей свадьбой на венгерской принцессе. Это вызвало внезапный рост недовольства в Северной Болгарии, к которой присоединяется часть валахов, живущих по реке Дунай.

## Ход восстания

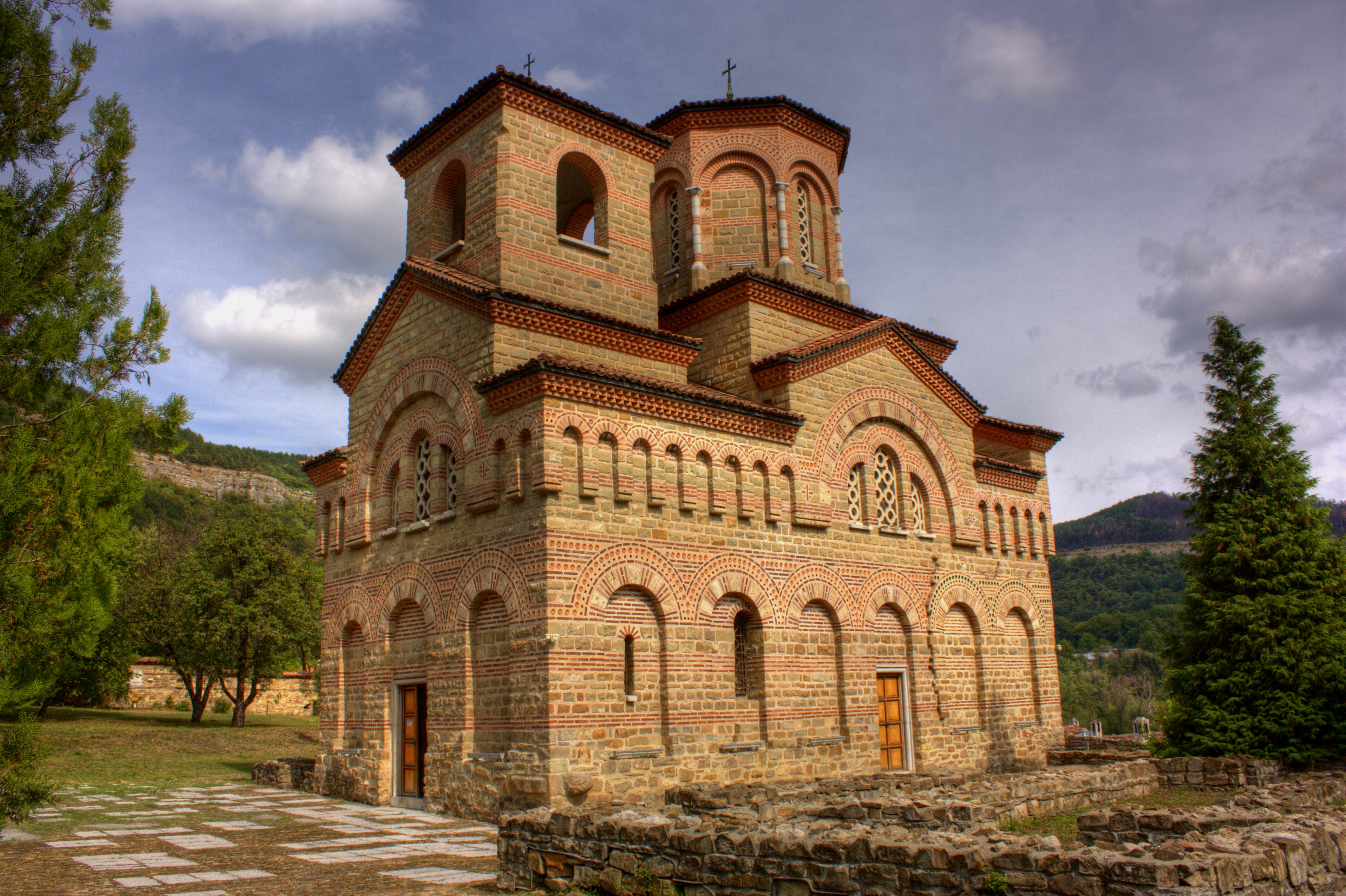
Церковь Святого Димитрия Салоникского (Велико Тырново), исторические сведения которой связывают с объявлением о восстании братьев Асена и Петра.

Во главе восстания стояли два брата Пётр и Асень, недовольные отказом императора предоставить им пронию над Трапезицей и нынешним Царевец. Под их руководством 26 октября 1186 года вспыхнуло восстание. Старший из двух братьев — Феодор, коронованный под именем Петра IV, — был провозглашен царём болгар и валахов.
Летом 1187 года византийский император Исаак II Ангел решил расправиться с мятежниками и выступил против них с большим войском. Не имея возможности противостоять ему, Асень и Пётр были вынуждены отступить к северу от реки Дунай, где ручались поддержкой на свою сторону половцев. В следующем году восстание приобрело организованный характер и победы не заставили себя долго ждать. В короткое время болгары освободили основные поселения Северной Болгарии (без Преслава) и сумели проникнуть во Фракию.

## Начало Второго Болгарского царства
Попытка императора победить болгар провалилась, и весной 1187 года, после осады Ловеча, он был вынужден заключить с Болгарией перемирие, которое фактически признавало возобновление Болгарского царства к северу от Старой Планины.